# Улица Левченко (Владикавказ)
Улица Левченко — улица во Владикавказа, Северная Осетия, Россия. Находится в Северо-Западном муниципальном и Затеречном муниципальном округах между улицами Барбашова и Гугкаева. Начинается от улицы Барбашова.

## Расположение
Улица Левченко пересекается с улицами Таутиева, Островского, Зелёной, Весёлой, Генерала Мамсурова, Кольбуса, Бритаева, Калинина, Дигорская, Малиева, Зои Космодемьянской, Краснодонской и Талалихина.
На улице Левченко заканчивается переулок Рыночный.

## История
Названа именем лётчика-штурмана Виктора Левченко.
Улица сформировалась в довоенное время. Впервые отмечена на плане города Орджоникидзе от 1943 года.